# بورتلاند تيمبرز (1975–1982)
بورتلاند تيمبرز هو نادٍ أمريكي محترف لكرة القدم يقع مقره في مدينة بورتلاند بولاية أوريغون الأمريكيّة. شارك نادي بورتلاند تيمبرز في دوري أمريكا الشمالية لكرة القدم منذ عام 1975 وحتى عام 1982. وقد حظيت ثلاث فرق محترفة لكرة القدم على امتياز استخدام نفس الاسم كان آخرها الفريق الحالي الذي يشارك في الدوري الأمريكي لكرة القدم منذ عام 2011.

## لمحة تاريخية
تأسس نادي بورتلاند تيمبرز لكرة القدم في يناير من عام 1975، واختير الاسم من بين أكثر من 3000 اسم مقترح في مسابقة مفتوحة أقيمت في 8 مارس من نفس العام. بدأ فريق نادي بورتلاند تيمبرز ينافس في دوري أمريكا الشمالية لكرة القدم في موسم عام 1975، وهو الموسم الذي شهد أفضل النتائج في تاريخ الفريق، حيث وصل بورتلاند تيمبرز في هذا الموسم إلى المباراة النهائية والتي خسر فيها أمام فريق تامبا باي روديس بنتيجة 2-0. غاب فريق نادي بورتلاند تيمبرز لكرة القدم بعد هذا الموسم القوي عن المشاركة في دوري أمريكا الشمالية لكرة القدم لعامين متتاليين هما عام 1976 وعام 1977، وحين عاد للمشاركة في موسم عام 1978، وصل مجدّداً إلى المباراة النهائية للبطولة، والتي هُزم فيها الفريق أمام فريق نيويورك كوزموس. عاني نادي بورتلاند تيمبرز في عام 1982 من انتكاسة تجاوزت فيها رواتب اللاعبين إيرادات الفريق مما أدّى إلى إفلاسه وانهياره.
كان لنادي بورتلاند تيمبرز الفضل في انتشار كرة القدم في منطقة بورتلاند الكبرى كرياضة لا زالت تحظى بآلاف المتابعين والمشجعين، وساعد لاعبي الفريق المحبوبي من المشجعين على جعل كرة القدم رياضة محلية حيوية في المنطقة. واصل العديد من لاعبي فريق بورتلاند تيمبرز حياتهم في منطقة بورتلاند بعد انقضاء مسيرتهم الكروية في اللعب مع الفريق.

### قائمة نتائج الفرق خلال مواسم الدوري
يوضّح الجدول التالي نتائج فريق نادي بورتلاند تيمبرز خلال مواسم دوري أمريكا الشمالية لكرة القدم:
| الموسم  | نتائج الدوري | نتائج الدوري                    | نتائج الدوري | نتائج الدوري | نتائج الدوري | نتائج الدوري | نتائج الدوري    | نتائج الدوري     | نتائج الدوري | نتائج الدوري | نتائج الدوري | الترتيب           | الترتيب          | التأهل            | كأس بطولة الولايات المتحدة المفتوحة | الكونكاكاف | الكونكاكاف | متوسط الحضور | أفضل الهدافين       | أفضل الهدافين |
| الموسم  | الدرجة       | الدوري                          | لعب          | فوز          | خسارة        | تعادل        | الأهداف المحرزة | الأهداف المتلقاة | فارق الأهداف | النقاط       | النسبة       | على مستوى البطولة | على مستوى القارة | التأهل            | كأس بطولة الولايات المتحدة المفتوحة | الكونكاكاف | الكونكاكاف | متوسط الحضور | الاسم               | عدد الأهداف   |
| ------- | ------------ | ------------------------------- | ------------ | ------------ | ------------ | ------------ | --------------- | ---------------- | ------------ | ------------ | ------------ | ----------------- | ---------------- | ----------------- | ----------------------------------- | ---------- | ---------- | ------------ | ------------------- | ------------- |
| 1975    | 1            | دوري أمريكا الشمالية لكرة القدم | 22           | 16           | 6            | 0            | 43              | 27               | +16          | 138          | 6.27         | الأول             | الأول            | وصيف البطولة      | لم يشارك                            | لم يتأهل   | لم يتأهل   | 14,503       | بيتر ويث            | 18            |
| 1976    | 1            | دوري أمريكا الشمالية لكرة القدم | 24           | 8            | 16           | 0            | 23              | 41               | –18          | 71           | 2.96         | التاسع            | الثامن عشر       | لم يتأهل          | لم يشارك                            | لم يتأهل   | لم يتأهل   | 20,166       | توني بيتس           | 6             |
| 1977    | 1            | دوري أمريكا الشمالية لكرة القدم | 26           | 10           | 16           | 0            | 39              | 42               | –3           | 98           | 3.77         | التاسع            | الخامس عشر       | لم يتأهل          | لم يشارك                            | لم يتأهل   | لم يتأهل   | 13,208       | ستيوارت سكاليون     | 11            |
| 1978    | 1            | دوري أمريكا الشمالية لكرة القدم | 30           | 20           | 10           | 0            | 50              | 36               | +14          | 167          | 5.57         | الثالث            | الرابع           | الدور نصف النهائي | لم يشارك                            | لم يتأهل   | لم يتأهل   | 11,803       | كلايد بيست          | 14            |
| 1979    | 1            | دوري أمريكا الشمالية لكرة القدم | 30           | 11           | 19           | 0            | 50              | 75               | –25          | 122          | 4.07         | الثاني عشر        | التاسع عشر       | لم يتأهل          | لم يشارك                            | لم يتأهل   | لم يتأهل   | 13,018       | جون باين كلايد بيست | 8             |
| 1980    | 1            | دوري أمريكا الشمالية لكرة القدم | 32           | 15           | 17           | 0            | 50              | 53               | –3           | 133          | 4.16         | 9th               | السادس عشر       | لم يتأهل          | لم يشارك                            | لم يتأهل   | لم يتأهل   | 10,210       | كلايد بيست          | 11            |
| 1981    | 1            | دوري أمريكا الشمالية لكرة القدم | 32           | 17           | 15           | 0            | 52              | 49               | +3           | 141          | 4.41         | الثالث            | الثاني عشر       | الدور الأول       | لم يشارك                            | لم يتأهل   | لم يتأهل   | 10,516       | جون باين            | 12            |
| 1982    | 1            | دوري أمريكا الشمالية لكرة القدم | 32           | 14           | 18           | 0            | 49              | 44               | +5           | 122          | 3.81         | الرابع            | العاشر           | لم يتأهل          | لم يشارك                            | لم يتأهل   | لم يتأهل   | 8,7866       | رون فوتشر           | 13            |
| المجموع | –            | –                               | 228          | 111          | 117          | 0            | 356             | 367              | –11          | 992          | 4.35         | –                 | –                | –                 | –                                   | —          | —          | –            | جون باين            | 45            |

- يمثل متوسط. الحضور في الجدول إحصائيات حضور مباريات الدوري فقط.

- تشمل قائمة أفضل الهدافين جميع الأهداف التي سُجلت في الدوري، والمباريات الفاصلة في الدوري، وكأس الولايات المتحدة المفتوحة، ودوري أبطال الكونكاكاف، وكأس العالم للأندية، والمباريات القارية التنافسية الأخرى.

### المشاركات المحلية
| الموسم  | نتائج الدوري                    | نتائج الدوري | نتائج الدوري | نتائج الدوري | نتائج الدوري    | نتائج الدوري     | نتائج الدوري | الترتيب           | الترتيب | التأهل            | متوسط الحضور | أفضل الهدافين | أفضل الهدافين |
| الموسم  | الدوري                          | لعب          | فوز          | خسارة        | الأهداف المحرزة | الأهداف المتلقاة | فارق الأهداف | Conf.             | قارياً   | التأهل            | متوسط الحضور | الاسم         | عدد الأهداف   |
| ------- | ------------------------------- | ------------ | ------------ | ------------ | --------------- | ---------------- | ------------ | ----------------- | ------- | ----------------- | ------------ | ------------- | ------------- |
| 1980–81 | دوري أمريكا الشمالية لكرة القدم | 18           | 10           | 8            | 110             | 93               | +17          | على مستوى البطولة | قاريا   | الدور ربع النهائي | 5,229        | جون باين      | 20            |
| 1981–82 | دوري أمريكا الشمالية لكرة القدم | 18           | 7            | 11           | 86              | 103              | –17          | الخامس            | العاشر  | لم يتأهل          | 5,073        | غير معروف     | X             |
| المجموع | –                               | 36           | 17           | 19           | 196             | 196              | 0            | –                 | –       | –                 | –            | غير معروف     | X             |

## مدربي الفريق
| اسم المدرب | الدولة  | سنوات تدريب الفريق                                             |
| ---------- | ------- | -------------------------------------------------------------- |
| فيك كرو    | ويلز    | في الفترة ما بين عامي 1975–1976، والفترة ما بين عامي 1980–1982 |
| بريان تيلر | إنجلترا | موسم عام 1977                                                  |
| دون ميجسون | إنجلترا | عامي 1978 و1979                                                |

## أشهر لاعبي الفريق
- جلين ميرنيك: وضع اسمه في قاعة مشاهير كرة القدم الأمريكية في عام 2015.[9]
- ديل ميتشل: وضع اسمه في قاعة مشاهير كرة القدم الكندية عام 2002، كما وضع اسمه في قاعة مشاهير كرة القدم المغلقة في عام 2014.[10]
- جاري اير: وضع اسمه في قاعة مشاهير كرة القدم الكندية عام 2005.
- تشو يونغ جيونغ
- باري باول
- بيتر ويث
- غراهام داي
- ستيوارت لي[11]
- كليف تشارلز[12]